# Ida Hoffmann
Ida Maria Magdalena Hoffmann (* 16. September 1947 in Karasburg, Südwestafrika) ist eine namibische Politikerin. 
Seit 1962 in der Bildungsarbeit der römisch-katholischen Kirche engagiert, kam sie aufgrund ihrer Widerstandsaktivitäten Anfang der 1980er Jahre ins Gefängnis. Nach ihrer Freilassung gründete sie 1984 in Windhoek-Katutura den Children's World Creche, eine Wohltätigkeitsorganisation. Zudem ist sie seit den 1980er-Jahren in der SWAPO aktiv. 1990 schloss sie ein Studium der Projektentwicklung am PAN African Institute for Development in Sambia ab.
Hoffmann gehörte der 4. und 6. Nationalversammlung (2005–2010 bzw. 2015–2020) als Abgeordnete an.
Seit 2011 ist sie Vorsitzende des Nama Genocide Technical Committee.